# Hypnum bizotii
Hypnum bizotii är en bladmossart som beskrevs av Ryszard Ochyra 1984. Hypnum bizotii ingår i släktet flätmossor, och familjen Hypnaceae. Inga underarter finns listade i Catalogue of Life.